# 川口カズヒロ
川口 カズヒロ（かわぐち かずひろ、1981年3月1日 - ）は、日本のシンガーソングライター。静岡県富士市出身。身長178cm 体重66kg。血液型A型。

## 略歴
高校1年生の時に、廃部になった軽音楽部のドラムセットを見つけ、毎日叩いていたことをきっかけに音楽活動を始める。高校3年生でアキパンマン（現・ピアノゾンビ）と結成していたパンクバンド「九九九（きゅーくるきゅー）」でCDデビュー。バンド仲間との活動経験からミュージシャンの道を選ぶ。
1999年、高校卒業と同時にプロを目指して本格的な活動を開始し「スーパーサンダース」を結成しドラムを担当。この頃から作詞活動も始める。2002年に全国デビューを果たし、年間150本のライブツアーなど精力的に活動を行う。
2007年、「スーパーサンダース」を解散。同時にドラマーからギタリスト・ボーカリストに転身したのち、ロックバンド「DATSUN320（ダットサンサンニーマル）」を結成し、全楽曲の作詞作曲を担当。「メジャー・デビューをしてアルバムを3枚リリースしてヒットしなかったら音楽を辞めよう」と決め、26歳で上京。
2009年、LD&K Recordsにスカウトされボーカリストとして再デビュー。声優の活動も開始し、明星食品・一平ちゃん、大正製薬リアップJET、キリンビールなどのTV-CMに採用される。
メジャー・デビューを果たすも目標に届かず、2013年以降の3年間は音楽活動を休止し地元の静岡に帰郷。休止期間中は東南アジアなどでのボランティアや調理の修行、流行していたJ-POPの音楽に耳を傾けるなどして自分の音楽を見つめ直す最中、色々な人との出会いから地域に根付いた音楽活動を始める。
2016年に音楽活動を再開。この頃から岡村靖幸の影響を受けて眼鏡をかけるスタイルに変更。本人曰く「腐った世の中を裸眼で見たくないから」と言いつつも「ライブで曇るのが嫌でレンズを外してしまったので結局裸眼」と発言していた。
2017年、地元を走るローカル鉄道の岳南電車をテーマにしたオリジナルソングの制作をきっかけに様々な企業のCMソングを手掛け始め、映画「イーちゃんの白い杖」の主題歌・挿入歌全てを担当。
2019年、テレビ静岡帯番組「ただいま!テレビ」の番組テーマ曲「キミとの日常」を手掛ける。
2021年1月、全11曲からなるアルバム「ノツワ心ク、」をリリース。
2022年、ドラマーとしてピアノゾンビにカズヒロマンとして加入。楽曲「岳南電車」が岳南吉原駅発車メロディに採用される。radio-fで自身初のレギュラーラジオ番組「川口カズヒロの道景色（みちげしき）」がスタート。
2023年、自身が全音楽を担当した、映画「イーちゃんの白い杖」が日本民間放送連盟でグランプリを受賞。
2024年、 JAふじ伊豆のイメージソングを担当し公式YouTubeチャンネルのレギュラーリポーターとして抜擢。

## 人物
THE BLUE HEARTSや尾崎豊など思春期の葛藤を叫ぶ音楽に強く影響を受け、パンク・ロックにのめり込む。旧バンド「スーパーサンダース」ではドラム担当。主に地元で活動するシンガーソングライターではあるが、バンド「DATSUN320」では全国にて活動。「スーパーサンダース」は解散後も何度も再結成ライブを行い、その収益を被災地に募金するなどしている。
作詞・作曲・編曲・ギター・ドラム・シンセサイザー・レコーディング・エンジニア・音楽プロデューサーを自身で担い、ロック・ダンス・ミュージック・パンク・ロック・フォークソング・歌謡曲・オルタナティヴ・ロックなどを融合したサウンドを得意とする。
sumika 片岡健太・マカロニえんぴつ はっとり・ガガガSP コザック前田・四星球 北島康雄・かりゆし58 前川真悟・クリープハイプ 尾崎世界観、tricot 中嶋イッキュウなどが楽曲のファンである事を公言している。片岡健太とは共同制作楽曲「おんがくのじかん」をYouTube限定で公開。
ボーカリストとしてのデビュー当時、激しいライブパフォーマンスを行っていた。
ライブや取材などでハチャメチャな発言・行動をする反面、災害・震災への慈善活動を行い、東日本大震災時にはチームを束ね支援物資・募金を全国から直接集め、福島県南相馬市に寄附。後に、避難施設でチャリティライブツアーなどを行い南相馬市長から感謝状が送られた事もある。泉谷しげる、コザック前田等と新宿歌舞伎町旧・コマ劇場前でチャリティゲリラライブを行い翌日のYahoo!ニュースに掲載されたこともある。
音楽活動休止中は海外で貧困な人々を救う為のボランティア活動も行っている。
武藤敬司に憧れ中学の頃はプロレスラーを目指していた。ママチャリで地元静岡から東京までノリで行ってしまう程活発で、本人曰く「死ぬ前は金の数より思い出の数を数えたい」らしい。
女子にフラれ一か月に20キロ減のダイエットに成功した事もある。
高校生の頃は下駄を履きカッパのヘアスタイルで学校に登校していた。
よく元ヤンだったと言われるが本人は全否定している。
メンバーが半グレに絡まれた時身代わりになり身体を張ってメンバーを守った逸話がある。
趣味はバイク、愛車はYAMAHA SR400。無類の道好きで特に国道が好き。夢は全国の国道を制覇すること。
好きな食べ物は甘いものと辛いもの全般、特にアイスと麻婆豆腐。
映画やドラマも良く観賞し、好きな監督は園子温。作家は野島伸司。
酒は下戸で苦手。調理師の資格を持っている。

## ディスコグラフィ
| ＃     | アーティスト       | 作品タイトル        | 作品形式 | 品番           |
| ------ | ------------------ | ------------------- | -------- | -------------- |
| 1998年 | 九九九             | デジタル会議        | CD       | 不明           |
| 1999年 | スーパーサンダース | 第一次反抗期        | CD       | 不明           |
| 2001年 | スーパーサンダース | ほら見た事か!!      | CD       | 不明           |
| 2003年 | スーパーサンダース | BURNOUT             | CD       | FECD-0017      |
| 2004年 | スーパーサンダース | ピンポンパン        | CD       | FECD-0050      |
| 2005年 | スーパーサンダース | 1.2のサンダース     | CD       | FECD-0052      |
| 2006年 | スーパーサンダース | 茶番deピョン        | DVD      | FECD-0072D     |
| 2009年 | DATSUN320          | ハロー、1/100の君よ | CD       | R3RCD-083      |
| 2010年 | DATSUN320          | 月の蝉              | CD       | R3RCD-091      |
| 2012年 | DATSUN320          | 無数の正義          | CD       | 会場・通販限定 |
| 2012年 | DATSUN320          | 空心彩              | CD       | R3RCD-107      |
| 2017年 | DATSUN320          | 岳南電車            | CD       | 会場・通販限定 |
| 2018年 | 川口カズヒロ       | ノラ詩の集い        | CD       | 会場・通販限定 |
| 2018年 | DATSUN320          | 「Ｉ-あい-」        | CD       | 会場・通販限定 |
| 2019年 | 川口カズヒロ       | キミとの日常        | CD       | 会場・通販限定 |
| 2021年 | DATSUN320          | ノツワ心ク、        | CD       | 345-LDKCD      |